# Coupon moldave
Le coupon moldave (en roumain cupon) est une monnaie temporaire qui a remplacé le rouble soviétique, à la même parité, en Moldavie de 1992 à 1993. Le leu lui a succédé, au taux de 1 leu = 1 000 coupons.
Les billets étaient de 50, 200, 1 000 et 5 000 coupons. Aucune pièce n’a été frappée.